# O'zbekiston Professional Futbol Ligasi 2012
La Oliy Liga 2012 è stata la 21ª edizione della massima serie del campionato di calcio uzbeko disputato tra il 6 gennaio e il 21 novembre 2012. La squadra campione in carica è il Bunyodkor Professional Futbol Klubi.

## Club
| Club               | Coach                | Città     | Stadio                    | Capacità | 2011     |
| ------------------ | -------------------- | --------- | ------------------------- | -------- | -------- |
| Andijon            | Azamat Abduraimov    | Andijan   | Soghlom Avlod Stadium     | 18,360   | 12°      |
| Bunyodkor          | Mirjalol Qosimov     | Tashkent  | JAR Stadium               | 8,460    | Campione |
| Buxoro             | Tachmurad Agamuradov | Bukhoro   | Buxoro Arena              | 22,700   | 9°       |
| Lokomotiv Tashkent | Ravshan Muqimov      | Tashkent  | Lokomotiv Stadium         | 8,000    | D1, 1°   |
| Mash'al            | Vladimir Fomichev    | Muborak   | Bahrom Vafoev Stadium     | 10,000   | 5°       |
| Metallurg Bekabad  | Rustam Mirsodiqov    | Bekabad   | Metallurg Bekabad Stadium | 11,000   | 8°       |
| Nasaf Qarshi       | Usmon Toshev         | Qarshi    | Qarshi Stadium            | 14,750   | 2°       |
| Navbahor Namangan  | Mustafo Bayramov     | Namangan  | Markaziy Stadium          | 28,462   | 6°       |
| Neftchi Fergana    | Yuriy Sarkisyan      | Farghona  | Farghona Stadium          | 14,520   | 4°       |
| AGMK Olmaliq       | Igor Shkvyrin        | Olmaliq   | Metallurg Stadium         | 11,000   | 11°      |
| Paxtakor           | Murod Ismailov       | Tashkent  | Pakhtakor Stadium         | 35,000   | 3°       |
| Qizilqum           | Ravshan Khaydarov    | Zarafshon | Progress Stadium          | 6,000    | 13°      |
| Dinamo Samarcanda  | Akhmad Ubaydullaev   | Samarqand | Olimpiya Stadium          | 12,250   | 10th     |
| Shortan Guzor      | Ėdgar Gess           | Ghuzor    | Ghuzor Stadium            | 7,000    | 7°       |

## Classifica
|                       | Pos. | Squadra            | Pt | G  | V  | N | P  | GF | GS | DR  |
| --------------------- | ---- | ------------------ | -- | -- | -- | - | -- | -- | -- | --- |
| Uzbekistan (bandiera) | 1.   | Paxtakor           | 59 | 26 | 18 | 5 | 3  | 51 | 16 | +35 |
|                       | 2.   | Bunyodkor          | 57 | 26 | 17 | 6 | 3  | 42 | 16 | +26 |
|                       | 3.   | Lokomotiv Tashkent | 49 | 26 | 14 | 7 | 5  | 43 | 22 | +21 |
|                       | 4.   | Nasaf Qarshi       | 49 | 26 | 14 | 7 | 5  | 37 | 20 | +17 |
|                       | 5.   | Shortan Guzor      | 40 | 26 | 12 | 4 | 10 | 38 | 33 | +5  |
|                       | 6.   | Neftchi Fergana    | 37 | 26 | 10 | 7 | 9  | 36 | 29 | +7  |
|                       | 7.   | Buxoro             | 35 | 26 | 10 | 5 | 11 | 25 | 31 | -6  |
|                       | 8.   | AGMK Olmaliq       | 31 | 26 | 9  | 4 | 13 | 39 | 46 | -7  |
|                       | 9.   | Dinamo Samarcanda  | 29 | 26 | 9  | 2 | 15 | 27 | 29 | -2  |
|                       | 10.  | Metallurg Bekabad  | 28 | 26 | 8  | 4 | 14 | 32 | 47 | -15 |
|                       | 11.  | Qizilqum           | 27 | 26 | 6  | 9 | 11 | 22 | 41 | -19 |
|                       | 12.  | Navbahor Namangan  | 26 | 26 | 6  | 8 | 12 | 19 | 34 | -15 |
|                       | 13.  | Mash'al            | 23 | 26 | 6  | 5 | 15 | 20 | 43 | -23 |
|                       | 14.  | Andijon            | 18 | 26 | 5  | 3 | 18 | 29 | 53 | -24 |

Legenda:

      Campione dell'Uzbekistan 2012, ammessa alla AFC Champions League 2013

      Ammesse alla AFC Champions League 2013

      Retrocessa in O‘zbekiston Birinchi Ligasi 2013

Note:
Tre punti a vittoria, uno a pareggio, zero a sconfitta.